# Theta2 Crucis
Theta2 Crucis (θ2 Cru, θ2 Crucis) é uma estrela na constelação de Crux. Com uma magnitude aparente de 4,718, é visível a olho nu em boas condições de visualização. De acordo com sua paralaxe, está localizada a cerca de 690 anos-luz (210 parsecs) do Sol.
Theta2 Crucis é uma binária espectroscópica com um período orbital de 3,428 dias e excentricidade estimada em 0. A estrela primária é uma subgigante de classe B com um tipo espectral de B2 IV e temperatura efetiva de 21 150 K, a qual lhe dá a coloração azul-branca típica de estrelas dessa classe. É mais massiva e brilhante que o Sol, com uma massa de 9,5 ou 8,9 massas solares e luminosidade equivalente a mais de 7 700 vezes a luminosidade solar. Seu raio, calculado a partir do diâmetro angular, é de 5,6 raios solares. É também classificada como uma estrela variável do tipo Beta Cephei, variando o brilho periodicamente a cada 0,0889 dias.